# Belsen
Belsen is een plaats in de Duitse gemeente Bergen, deelstaat Nedersaksen. In 2000 had Belsen 331 inwoners. Tot 1971 was Belsen een zelfstandige gemeente.
In Belsen was tijdens de Tweede Wereldoorlog het concentratiekamp Bergen-Belsen gevestigd. Tegenwoordig is het kamp een monument en is in de aangrenzende gemeentevrije zone Lohheide  dicht bij Belsen ook een documentatiecentrum gevestigd. Tussen Bergen en Belsen lag een laadperron van de Deutsche Reichsbahn waar tijdens de oorlog de gevangenen aankwamen. De laatste 4 kilometer naar het kamp werden te voet afgelegd. Het laadperron wordt tegenwoordig gebruikt om militair materieel voor het NAVO-oefenterrein Bergen-Hohne aan- en af te voeren.
- Gemeinsame Normdatei: 4087141-1
- Library of Congress Control Number: n82049344
- Nationale Bibliotheek van Tsjechië: xx0116111
- Nationale Bibliotheek van Israël: 987007564462705171
- Virtual International Authority File: 148943270